# Kazimierz Gołojuch
assinatura
Kazimierz Edward Gołojuch (Łańcut; 5 de Fevereiro de 1964 — ) é um político da Polónia. Ele foi eleito para a Sejm em 25 de Setembro de 2005 com 8245 votos em 23 no distrito de Rzeszów, candidato pelas listas do partido Prawo i Sprawiedliwość.